# هیون جنوبی (میشیگان)
هیون جنوبی، میشیگان (به انگلیسی: South Haven, Michigan) یک شهر در ایالات متحده آمریکا با جمعیت ۴٬۴۰۳ نفر است که در میشیگان واقع شده‌است.

## موقعیت جغرافیایی
موقعیت جغرافیایی شهرها و مناطق اطراف به شرح زیر است: